# Jasnota

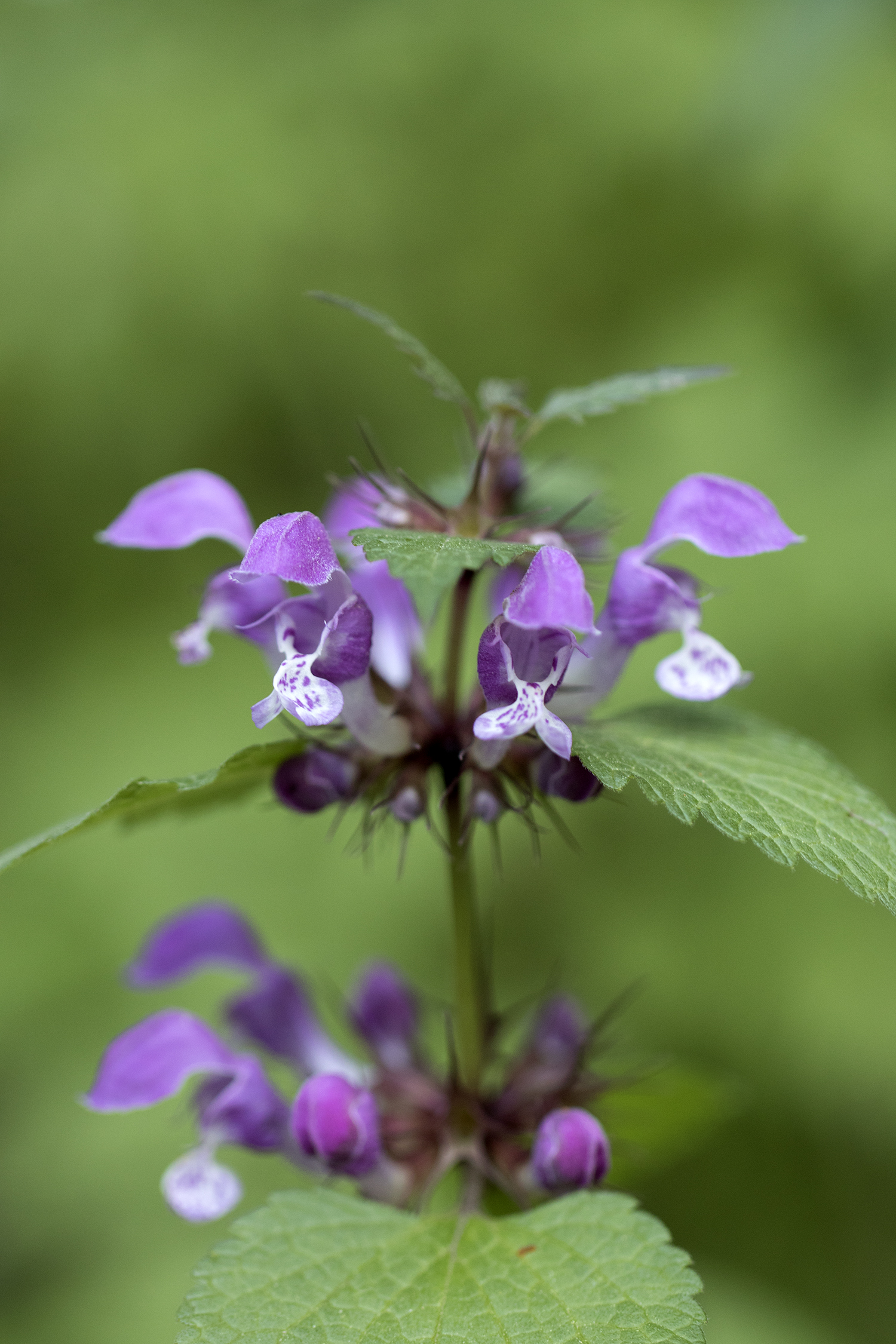
Jasnota gargańska

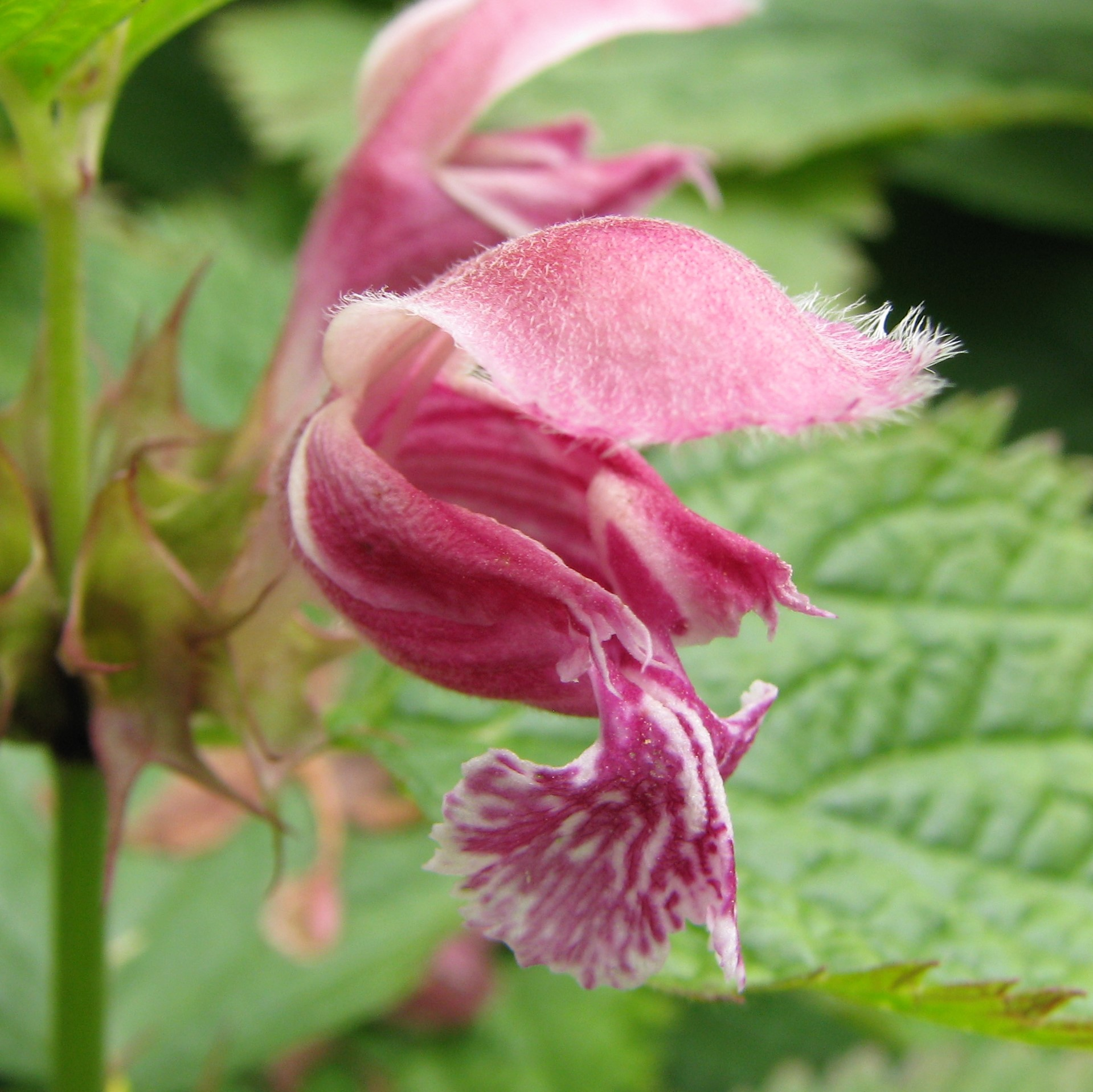
Kwiat jasnoty wielkokwiatowej

Jasnota (Lamium L.) – rodzaj roślin należących do rodziny jasnotowatych. Należy do niego w zależności od ujęcia, w tym statusu taksonów mieszańcowych, od 16 do 30, 40 a nawet 50 gatunków. Rośliny te występują w strefie klimatu umiarkowanego w Europie, Azji i północnej Afryce. Poza Starym Światem niektóre gatunki zostały introdukowane na obszary o podobnym klimacie i na tereny górskie. Centrum zróżnicowania jest Azja Mniejsza. W Polsce gatunkami rodzimymi są tylko: jasnota plamista L. maculatum i jasnota gajowiec (gajowiec żółty) L. galeobdolon. Poza tym zadomowionymi antropofitami są trzy inne gatunki (jasnota biała L. album, jasnota purpurowa L. purpureum i jasnota różowa L. amplexicaule). W randze gatunków (jasnota mieszańcowa L. incisum i jasnota pośrednia L. moluccellifolium) podano z flory Polski taksony, które bywają klasyfikowane jako odmiany jasnoty purpurowej, choć potwierdzono także ich mieszańcową genezę, wskazującą na status odrębnych gatunków.
Rośliny te zasiedlają widne lasy, tereny skaliste, niektóre rosną jako chwasty w uprawach. Kultywary jasnoty plamistej i gajowca żółtego uprawiane są jako rośliny ozdobne. Rzadziej uprawia się inne gatunki: jasnotę wielkokwiatową i gargańską.

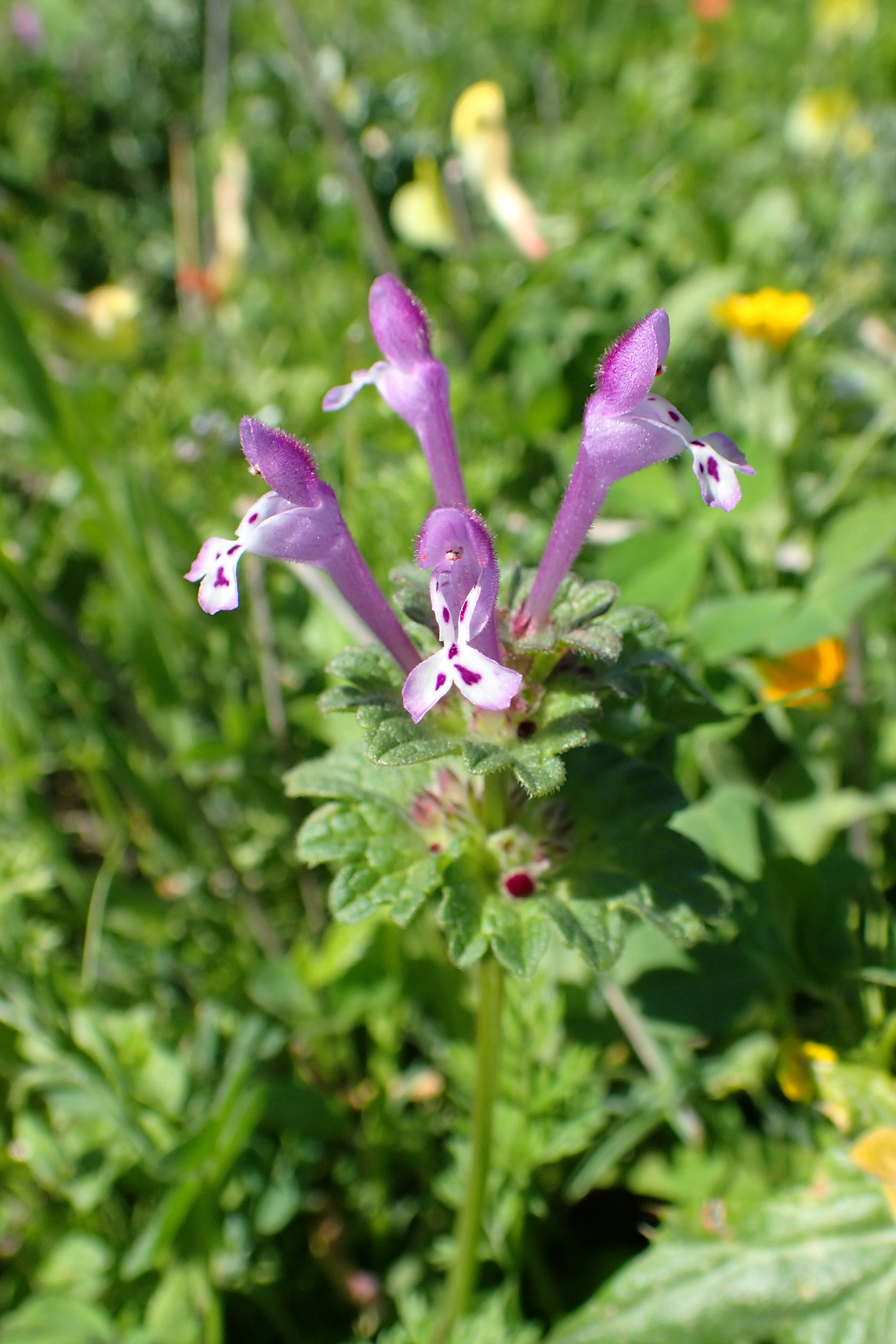
Jasnota różowa
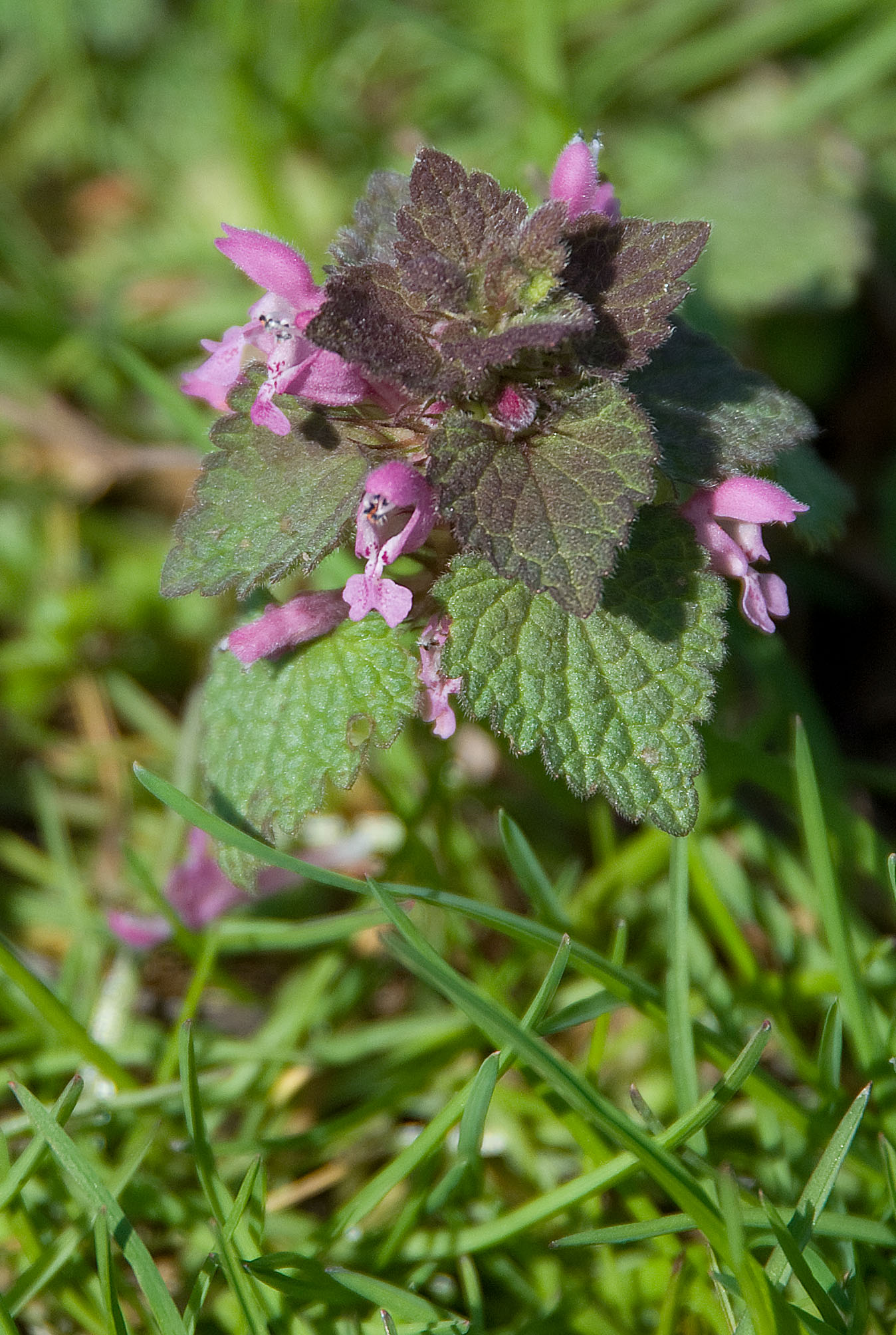
Jasnota purpurowa
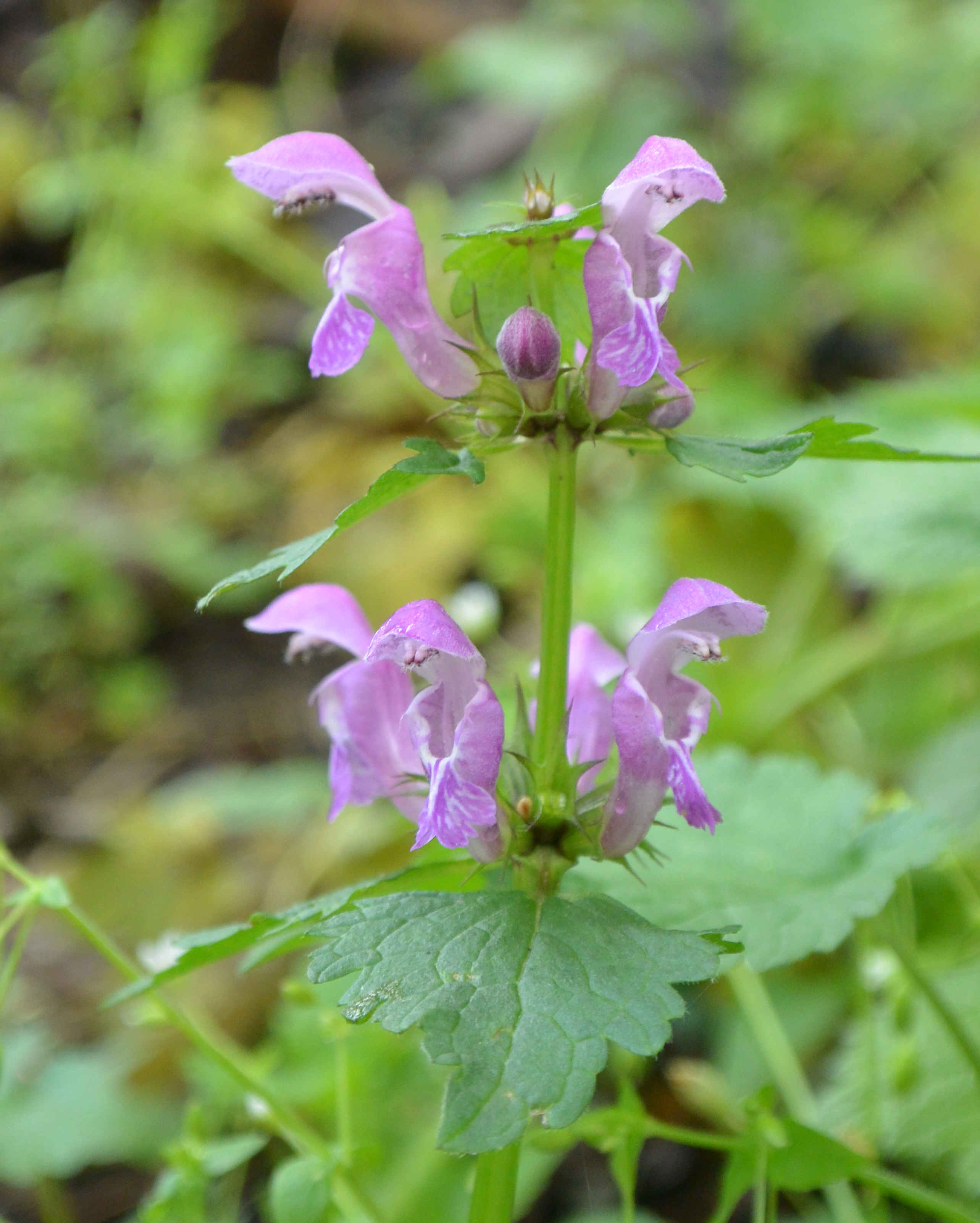
Jasnota plamista
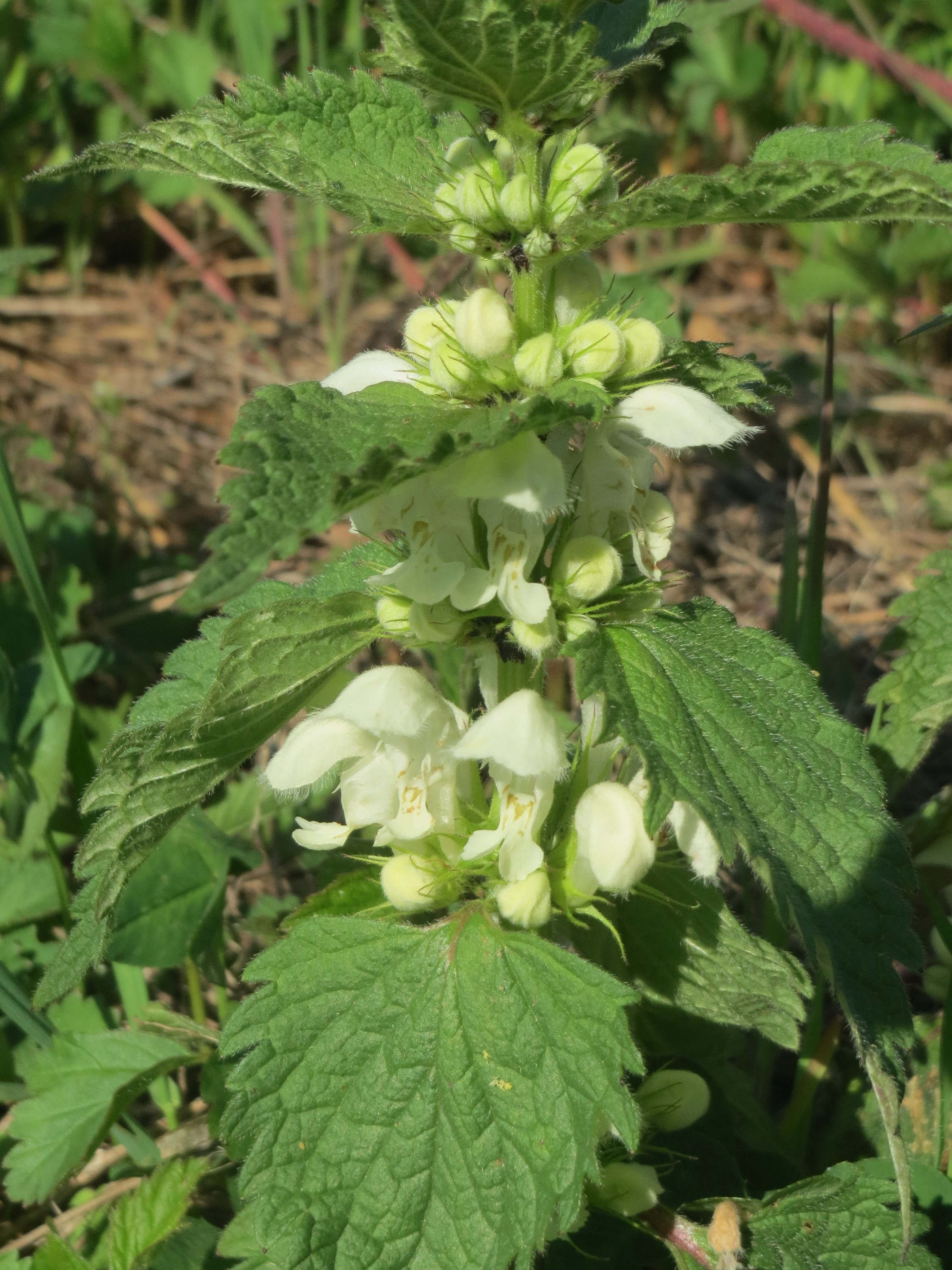
Jasnota biała
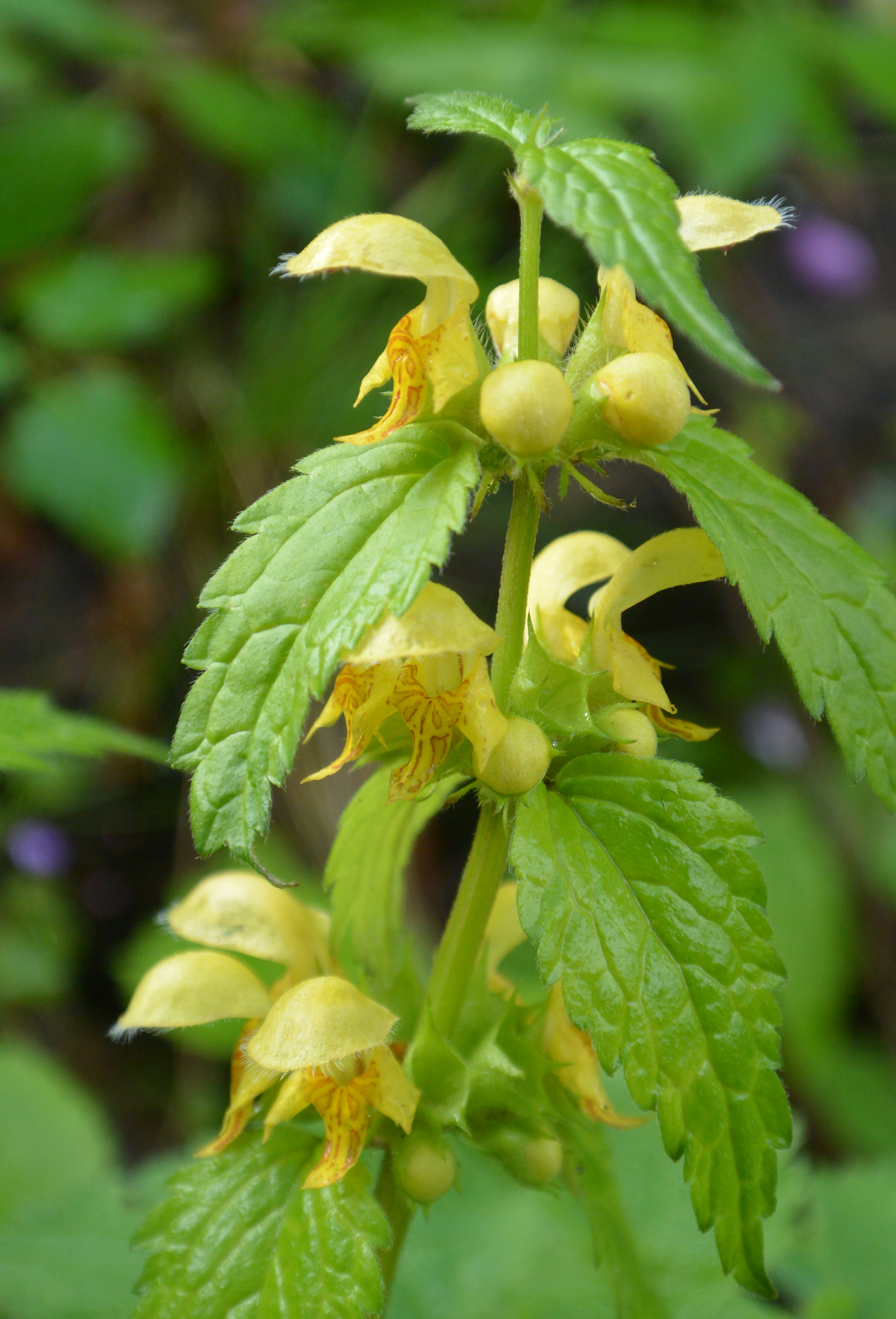
Jasnota gajowiec (gajowiec żółty)

## Morfologia
PlikRośliny jednoroczne i byliny osiągające do 1 m wysokości. Pędy w różnym stopniu owłosione, włoski pojedyncze.
LiścieUlistnienie naprzeciwległe, liście pojedyncze, o blaszkach okrągławych lub nerkowatych do jajowatolancetowatych, na brzegu wyraźnie karbowanych, ząbkowanych lub piłkowanych. Na blaszkach często występują białawe plamy.
KwiatyZebrane w okółki 4–14-kwiatowe, zwykle skupione w szczytowej części pędu. Ich kielichy są niewielkie, zrosłodziałkowe, zakończone 5 ząbkami równej długości lub prawie równej długości, z 5 żyłkami. Korona okazała (co najmniej dwa razy dłuższa od kielicha), różowa, fioletowa, biała lub żółta. Składa się z 5 płatków zrośniętych w dwie wargi, przy czym dolna warga bywa kolista lub trójłatkowa, ze środkową łatką czasem rozciętą. Boczne łatki półkoliste, na brzegach często karbowane lub ząbkowane. Górna warga kapturkowato wysklepiona. Pręciki cztery, w dwóch parach, schowane pod górną wargą korony, owłosione. Zalążnia górna, dwukomorowa, z dwoma zalążkami w każdej z komór. Szyjka słupka pojedyncza, cienka, na końcu rozwidlona.
OwoceCzterodzielne rozłupnie, rozpadające się na cztery pojedyncze, trójkanciaste rozłupki, często brodawkowate.

## Systematyka
Synonimy taksonomiczne
Galeobdolon Adans., Lamiastrum Heist. ex Fabr., Matsumurella Makino, Wiedemannia Fisch. & C. A. Mey.
Pozycja systematyczna rodzaju
Rodzaj Lamium jest typowy dla rodziny jasnotowatych Lamiaceae i podrodziny Lamioideae. W obrębie podrodziny klasyfikowany jest do plemienia Lamieae obejmującego grupę taksonów składających się na rodzaj Lamium sensu lato tj. w różnych ujęciach włączanych lub wyodrębnianych z niego: Lamiastrum Heist. ex Fabr., Wiedemannia Fisch.
& C.A. Mey., Stachyopsis Popov & Vved. i Eriophyton Benth.
Wykaz gatunków
- Lamium album L. – jasnota biała
- Lamium amplexicaule L. – jasnota różowa
- Lamium bifidum Cirillo
- Lamium caucasicum Grossh.
- Lamium confertum Fr.
- Lamium coutinhoi J.G.García
- Lamium eriocephalum Benth.
- Lamium flexuosum Ten.
- Lamium galactophyllum Boiss. & Reut.
- Lamium galeobdolon (L.) L. – jasnota gajowiec, gajowiec żółty
- Lamium garganicum L. – jasnota gargańska
- Lamium gevorense (Gómez Hern.) Gómez Hern. & A.Pujadas
- Lamium glaberrimum (K.Koch) Taliev
- Lamium × holsaticum Prahl
- Lamium macrodon Boiss. & A.Huet
- Lamium maculatum (L.) L. – jasnota plamista
- Lamium moschatum Mill.
- Lamium multifidum L.
- Lamium orientale (Fisch. & C.A.Mey.) E.H.L.Krause
- Lamium orvala L. – jasnota wielkokwiatowa
- Lamium purpureum L. – jasnota purpurowa
- Lamium taiwanense S.S.Ying
- Lamium tomentosum Willd.
- Lamium tschorochense A.P.Khokhr.
- Lamium vreemanii A.P.Khokhr.